# Đại học Bordeaux
Đại học Bordeaux (tiếng Pháp: Université de Bordeaux) là một nhóm các trung tâm nghiên cứu và giảng dạy đại học ở Bordeaux, Pháp và khu vực lân cận. Tập hợp này nhằm làm các trường đại học vùng Bordeaux có sức hấp dẫn và cạnh tranh hơn trong lĩnh vực giảng dạy đại học cũng như đời sống sinh viên.
Bernard Bégaud, cựu giám đốc Trường Đại học Bordeaux II là giám đốc đầu tiên của nhóm Đại học Bordeaux.

## Các trường thành viên
- Trường Đại học Bordeaux I (Université Bordeaux I)
- Trường Đại học Bordeaux II (Université Bordeaux II)
- Trường Đại học Bordeaux III (Université Bordeaux III)
- Trường Đại học Bordeaux IV (Université Bordeaux IV)
- Viện Nghiên cứu Chính trị Bordeaux (Institut d'études politiques de Bordeaux)
- Trường Quốc gia Cao đẳng về Hóa học và Vật lý Bordeaux (École nationale supérieure de chimie et de physique de Bordeaux)
- Trường Quốc gia Cao đẳng về Kiến trúc và Cảnh quan Bordeaux (École nationale supérieure d'architecture et de paysage de Bordeaux)
- Trường Quốc gia Cao đẳng về Điện tử, Công nghệ Thông tin và Vô tuyến Viễn thông Bordaux (École nationale supérieure d'électronique, informatique et radiocommunications de Bordeaux)